# Lino Tempelmann
Lino Tempelmann, né le 2 février 1999 à Munich, est un footballeur allemand qui joue au poste de milieu de terrain à l'Eintracht Brunswick.

## Biographie

### En club
Né à Munich en Allemagne, Lino Tempelmann est formé par le Bayern Munich, club de sa ville natale. Il rejoint ensuite le SpVgg Unterhaching avant de  s'engager avec le club rival du TSV 1860 Munich, où il poursuit sa formation. Tempelmann rejoint ensuite le SC Fribourg en 2017.
Le 29 octobre 2019, Lino Tempelmann joue son premier match en équipe première lors d'une rencontre de Bundesliga face au RB Leipzig. Il est titularisé mais remplacé après 34 minutes de jeu en raison d'un changement tactique. Son équipe s'impose finalement par deux buts à un ce jour-là,.
Lino Tempelmann est prêté pour la saison 2021-2022 au FC Nuremberg. Il joue son premier match pour Nuremberg le 30 juillet 2021, en étant titularisé lors d'une rencontre de championnat face au SC Paderborn 07 (2-2 score final). Il inscrit son premier but en professionnel, et donc pour Nuremberg, le 27 août suivant, en ouvrant le score de la tête face au Karlsruher SC. Son équipe s'impose par deux buts à un ce jour-là.

### En sélection
Lino Tempelmann représente l'équipe d'Allemagne des moins de 20 ans en 2019, pour trois matchs joués.

## Statistiques
| Saison                | Club                  | Championnat           | Championnat | Championnat | Championnat | Coupe(s) nationale(s) | Coupe(s) nationale(s) | Coupe(s) nationale(s) | Total | Total | Total |
| Saison                | Club                  | Division              | M.          | B.          | P.d.        | M.                    | B.                    | P.d.                  | M.    | B.    | P.d.  |
| 2017-2018             | Munich 1860           | Regionalliga Bayern   | 6           | 0           | 0           | 2                     | 0                     | 0                     | 8     | 0     | 0     |
| Sous-total            | Sous-total            | Sous-total            | 6           | 0           | 0           | 2                     | 0                     | 0                     | 8     | 0     | 0     |
| 2019-2020             | SC Fribourg           | Bundesliga            | 1           | 0           | 0           | -                     | -                     | -                     | 1     | 0     | 0     |
| 2020-2021             | SC Fribourg           | Bundesliga            | 10          | 0           | 0           | 1                     | 0                     | 0                     | 11    | 0     | 0     |
| Sous-total            | Sous-total            | Sous-total            | 11          | 0           | 0           | 1                     | 0                     | 0                     | 12    | 0     | 0     |
| 2021-2022             | FC Nuremberg (prêt)   | 2. Bundesliga         | 31          | 4           | 4           | 1                     | 0                     | 0                     | 32    | 4     | 4     |
| 2022-2023             | FC Nuremberg (prêt)   | 2. Bundesliga         | 31          | 2           | 3           | 3                     | 0                     | 0                     | 34    | 2     | 3     |
| Sous-total            | Sous-total            | Sous-total            | 62          | 6           | 7           | 4                     | 0                     | 0                     | 66    | 6     | 7     |
| 2023-2024             | Schalke 04            | 2. Bundesliga         | 18          | 1           | 0           | 1                     | 0                     | 0                     | 19    | 1     | 0     |
| Sous-total            | Sous-total            | Sous-total            | 18          | 1           | 0           | 1                     | 0                     | 0                     | 19    | 1     | 0     |
| Total sur la carrière | Total sur la carrière | Total sur la carrière | 98          | 7           | 7           | 8                     | 0                     | 0                     | 106   | 7     | 7     |